# قيس رويز عطيل
قيس رويز عطيل لاعب كرة قدم فرنسي-مغربي ولد بتاريخ 26 أغسطس 2002 يلعب كلاعب وسط لنادي برشلونة ب.

## النشأة
ولد قيس في ليون من أم فرنسية أسمها أنتونيا رويز وأب مغربي أسمه رضوان عطيل.

## مسيرته
لعب قيس رويز في نادي جريلاند من 2006 وحتى 2009 ، ثم ستة أشهر في أولمبيك ليون. في سبتمبر 2009 ، تم التعاقد معه من قبل نادي برشلونة، بعمر 7 سنوات فقط. أمضى ست سنوات هناك
لكن بعد العقوبات التي فرضها الفيفا على برشلونة بتهمة التعاقد الاحتيالي مع القصر، أُجبر على البقاء دون لعب مباراة رسمية لمدة عام، وإنتقل في 2015 إلى باريس سان جيرمان

### مسيرته الدولية
في نوفمبر 2016 ، قام بفترة تدريب مع منتخب المغرب تحت 15 سنة.
في أغسطس 2017 ، تم استدعاؤه للتدريب مع الفريق الفرنسي تحت 16 سنة. وأشاد المدرب جان كلود جوينتيني بمهاراته الفنية الفنية لكنه أوضح أنه بسبب تأخر نضجه، يجب الحفاظ عليه وعدم عرض أي اختيار عليه. وفقًا لوالده ، فهو ينوي الآن الدفاع عن ألوان فرنسا.
في أكتوبر 2020 ، تم استدعاؤه مع الفريق الفرنسي تحت 19 عامًا للتدريب في ألمانيا. بعد أيام قليلة من الدعوة، تم إلغاء التدريب بسبب اكتشاف حالة COVID-19 في قائمة المنتخب الفرنسي.